# 沙泰勒德讷夫尔
沙泰勒德讷夫尔（法語：Châtel-de-Neuvre，法語發音：[ʃatɛl də nœvʁ]）是法国阿列省的一个市镇，位于该省中部，属于穆兰区。

## 地理
沙泰勒德讷夫尔（46°24'23"N, 3°18'44"E）面积19.34 平方千米，位于法国奥弗涅-罗讷-阿尔卑斯大区阿列省，该省份为法国中部省份，北起涅夫勒省、西北接谢尔省，西南至克勒兹省，南至多姆山省，东南临卢瓦尔省，东临索恩-卢瓦尔省。
与沙泰勒德讷夫尔接壤的市镇（或旧市镇、城区）包括：布雷奈、舍米伊、欧特里沃堡、梅亚尔、阿列河畔莫内泰。

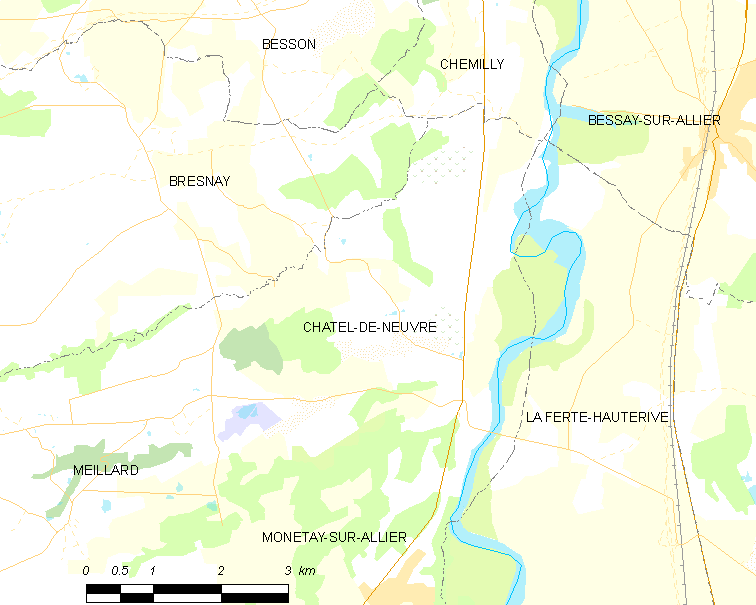
沙泰勒德讷夫尔的OSM定位图

沙泰勒德讷夫尔的时区为UTC+01:00、UTC+02:00（夏令时）。

## 行政
沙泰勒德讷夫尔的邮政编码为03500，INSEE市镇编码为03065。

## 政治
沙泰勒德讷夫尔所属的省级选区为苏维尼县。

## 人口

1962-2008年间沙泰勒德讷夫尔人口变化图示

沙泰勒德讷夫尔于2022年1月1日时的人口数量为557人。